# Jeźdźcy smoków (powieść)
Jeźdźcy smoków (ang. Dragonflight) – powieść fantastyczna napisana przez Anne McCaffrey, pierwszy tom z cyklu Jeźdźcy Smoków z Pern. Jej pierwsze wydanie ukazało się w lipcu 1968 nakładem Ballantine Books. Powieść w Polsce początkowo ukazywała się w odcinkach w miesięczniku „Fantastyka”, a następnie w 1991 nakładem Domu Wydawniczego Rebis w tłumaczeniu Teodora Panasińskiego. Książka określana jest jako science-fiction lub science fantasy.
Książka jest połączeniem dwóch wcześniej wydanych opowiadań: W poszukiwaniu Weyr i Dragonrider. Dzięki niej McCaffrey stała się pierwszą kobietą pisarką, która zdobyła za swój utwór zarówno nagrodę Hugo oraz Nebula. W 1987 na podstawie ankiety przeprowadzonej przez subskrybentów „Locus” umieścił tekst wśród 33 najlepszych powieści fantasy wszech czasów. 